# هری پورتر
هری پورتر (انگلیسی: Harry Porter; ۳۱ اوت ۱۸۸۲ – ۲۷ ژوئن ۱۹۶۵) ورزشکار پرش ارتفاع اهل ایالات متحده آمریکا بود.